# 沙氏盤長鱨
沙氏盤唇鱨，為輻鰭魚綱鯰形目倒立鯰科的其中一種，分布於非洲安哥拉沙那加河流域，體長可達3.9公分。

## 扩展阅读
維基物種上的相關：沙氏盤唇鱨